# Église de la Sainte-Trinité de Zemun
Pour les articles homonymes, voir Église de la Sainte-Trinité.
L'église de la Sainte-Trinité de Zemun (en serbe cyrillique : Црква Свете Тројице у Земуну ; en serbe latin : Crkva Svete Trojice u Zemunu) est une église orthodoxe située à Belgrade, la capitale de la Serbie, dans la municipalité urbaine de Zemun. Construite entre 1839 et 1842, elle est inscrite sur la liste des monuments culturels protégés de la république de Serbie (identifiant no SK 29) et sur la liste des biens culturels de la ville de Belgrade.

## Présentation

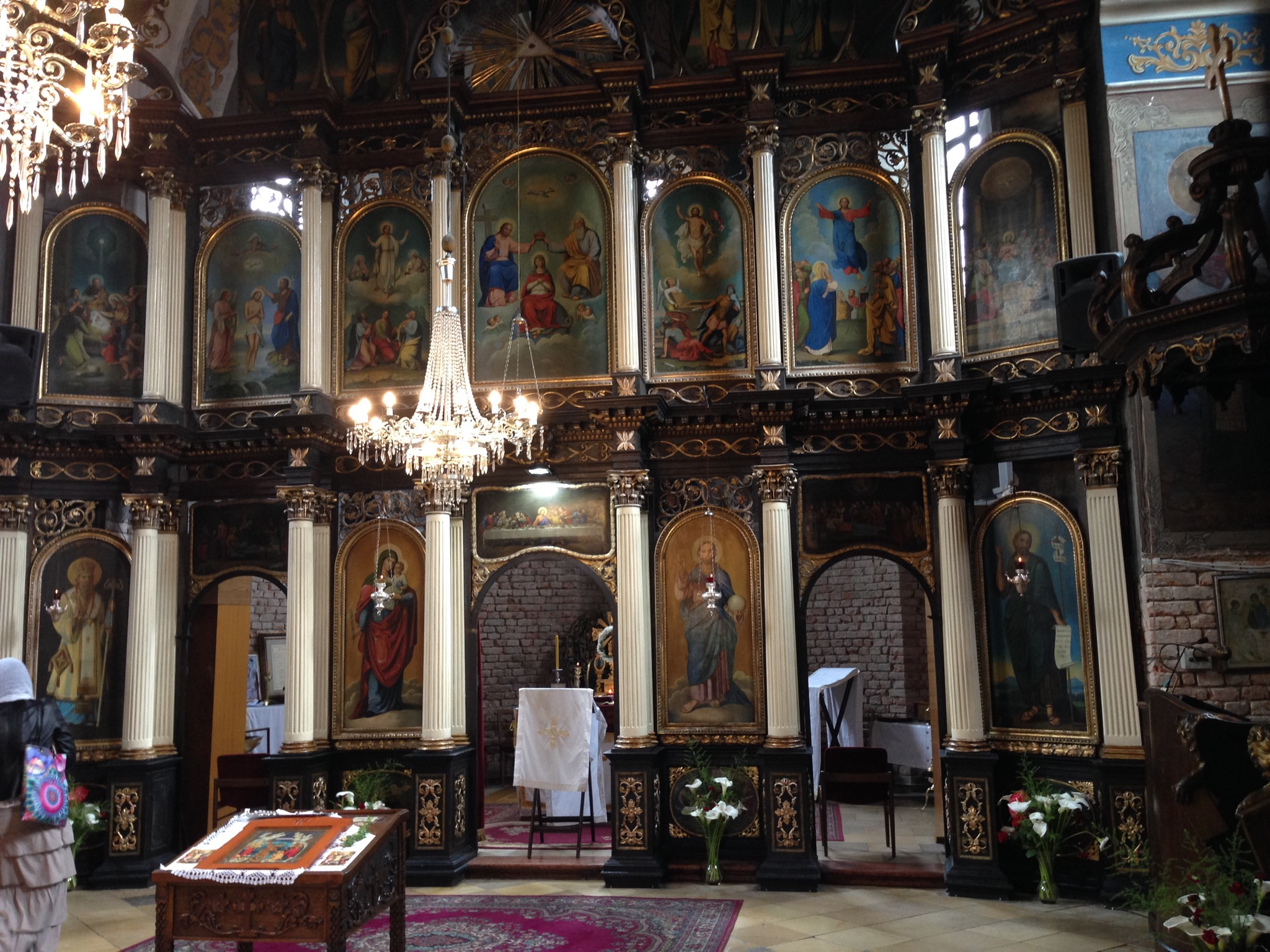
L'iconostase de l'église

L'église de la Sainte-Trinité, située à l'angle des rues Dobanovačka et Svetotrojičina, a été construite entre 1839 et 1842 sur des plans de l'architecte Joseph Felber. De plan rectangulaire, elle est dotée d'une abside et d'un clocher de deux étages. La façade occidentale est de style classique, avec un tympan et deux  arcades symétriques. La division horizontale des façades est assurée par des corniches moulurées. Une attention particulière a été accordée à la clôture en fer forgé du cimetière.
L'iconostase de l'église, en bois doré, a été sculptée par Gavrilo Ninković dans un style baroque et peinte par Živko Petrović, un artiste originaire de Zemun, qui est aussi l'auteur des fresques.